# Central Group
De Central Group of Companies (Thai: เครือ เซ็นทรัล) is een van de grootste (familie)bedrijven in Thailand. Het is een Thais conglomeraat in Thailand dat actief is in de detailhandel inclusief De Bijenkorf, het vastgoed, en in hotels en restaurants. Een van haar dochterondernemingen is Central Pattana of CPN, de grootste ontwikkelaar en beheerder van winkelcentra in Thailand. Central Retail Corporation (CRC), dat ook een dochteronderneming is, is tevens de grootste detailhandelaar in Thailand. De grootste concurrent van Central Group is The Mall Group, die eigenaar is van Siam Paragon, de Emporium en andere winkelcentra, voornamelijk in Bangkok en omstreken.

## Geschiedenis

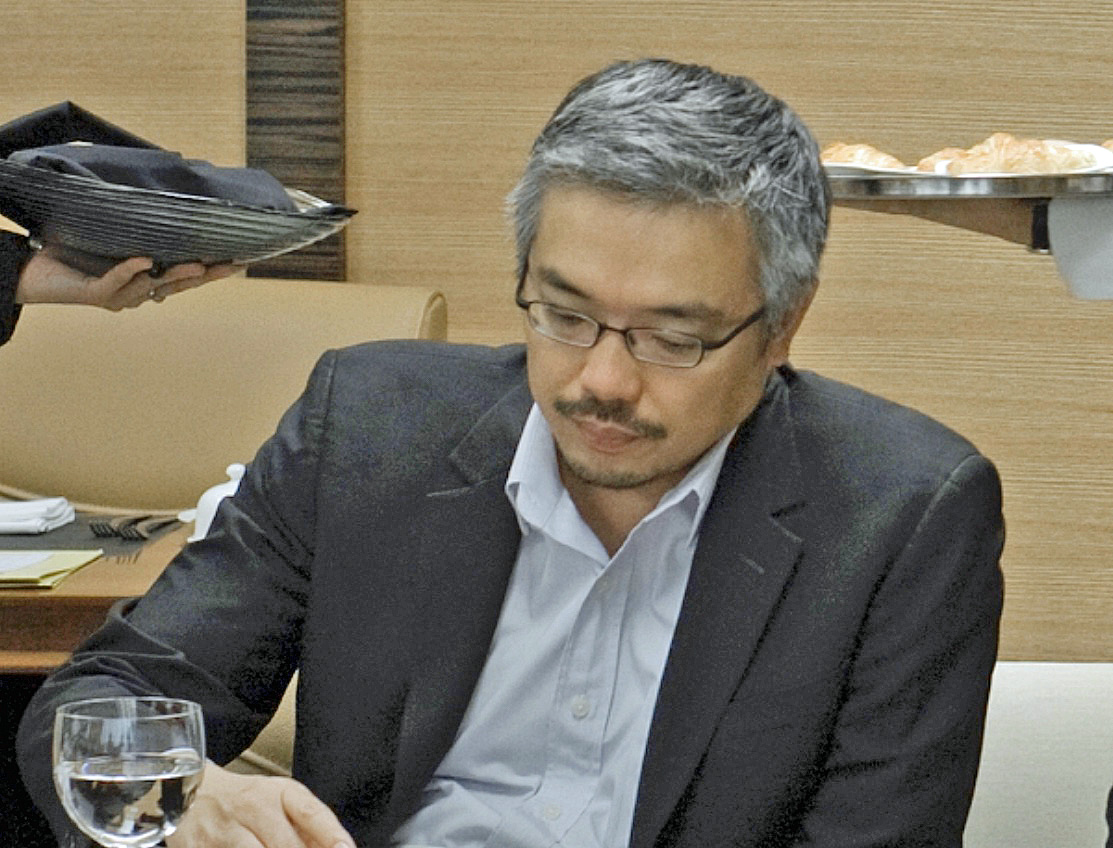
Tos Chirathivat is de chief executive officer (CEO) van de Central Group

Tiang Chirathivat begon met een gewone fourniturenwinkel in 1947 in het de wijk Samphanthawong in Bangkoks Chinatown. In 1957 opende Tiangs zoon, Samrit Chirathivat het eerste Central warenhuis in Wangburapha, Phra Nakhon, Bangkok. 

## Central Pattana
Central Pattana is de vastgoedontwikkelaar en -beheerder van Central Group, dat werd opgericht op 17 juni 1980 met een geregistreerd kapitaal van 300 miljoen baht. In 1982 opende deze tak zijn eerste winkelcentrum, CentralPlaza Ladprao in het Chatuchak district, in Bangkok. Later, in 1994, werd het bedrijf geregistreerd als een naamloze vennootschap en ging het in 1995 naar de beurs van Thailand. CPN beheerd anno 2011 15 winkelcentra, zes kantoorgebouwen, diverse hotels en diverse residentiële projecten.

## Central Retail Corporation

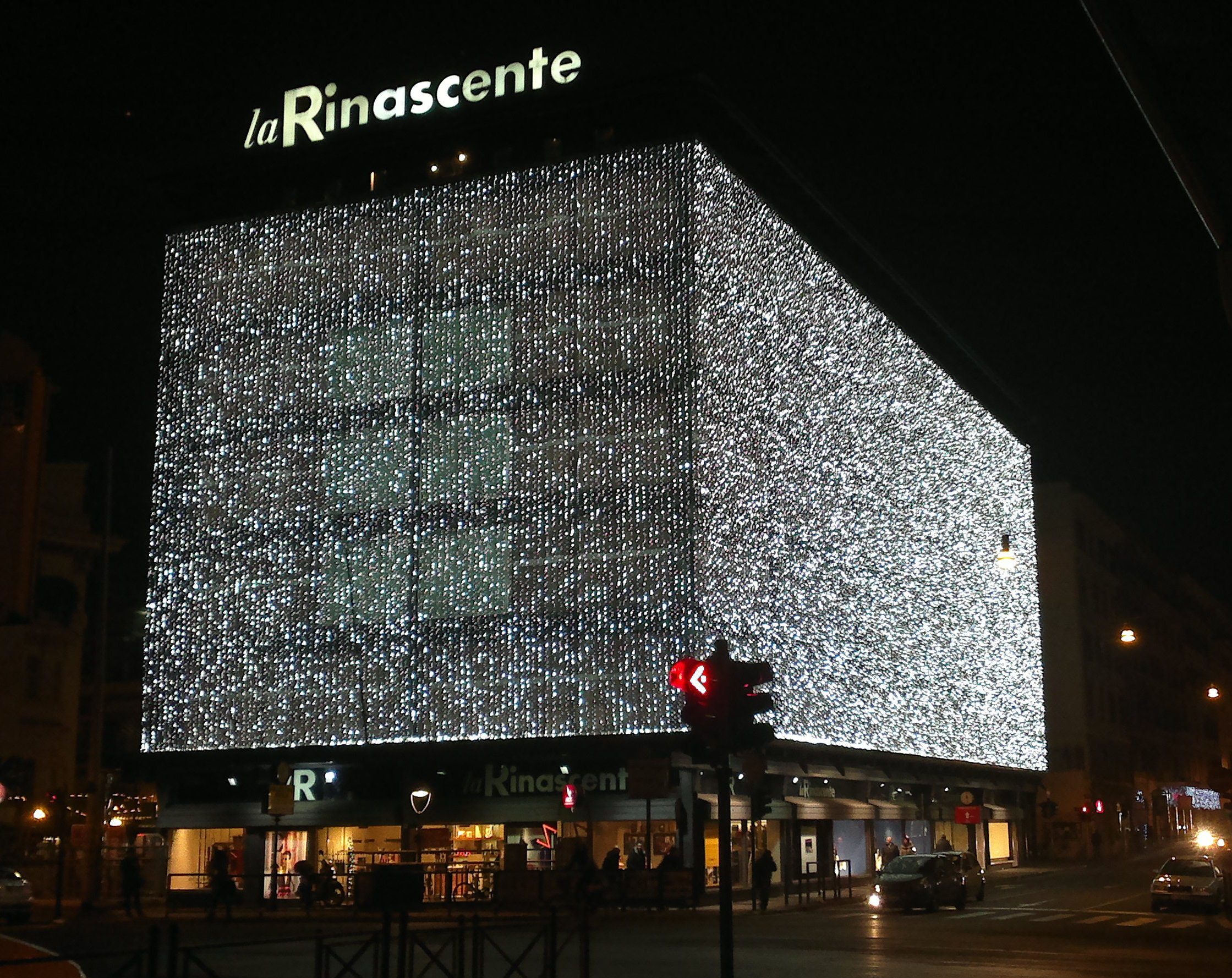
Rinascente, Rome

In 2011 bezat Central Retail Corporation  vier warenhuisketens: Central, ZEN, Robinson en, sinds 2011, La Rinascente. De Italiaanse (luxe) warenhuisketen La Rinascente werd in mei 2011 voor 100% overgenomen door CRC. Verder bezit zij twee supermarktketens (Tops en Central Food Hall) en vijf winkelketens: Power Buy (voor elektronica), Super Sport (sportartikelen),  B2S (boeken, entertainment en schrijfwaren), Homeworks (doe-het-zelf-artikelen) en Office Depot (kantoorartikelen). 

## Galerij

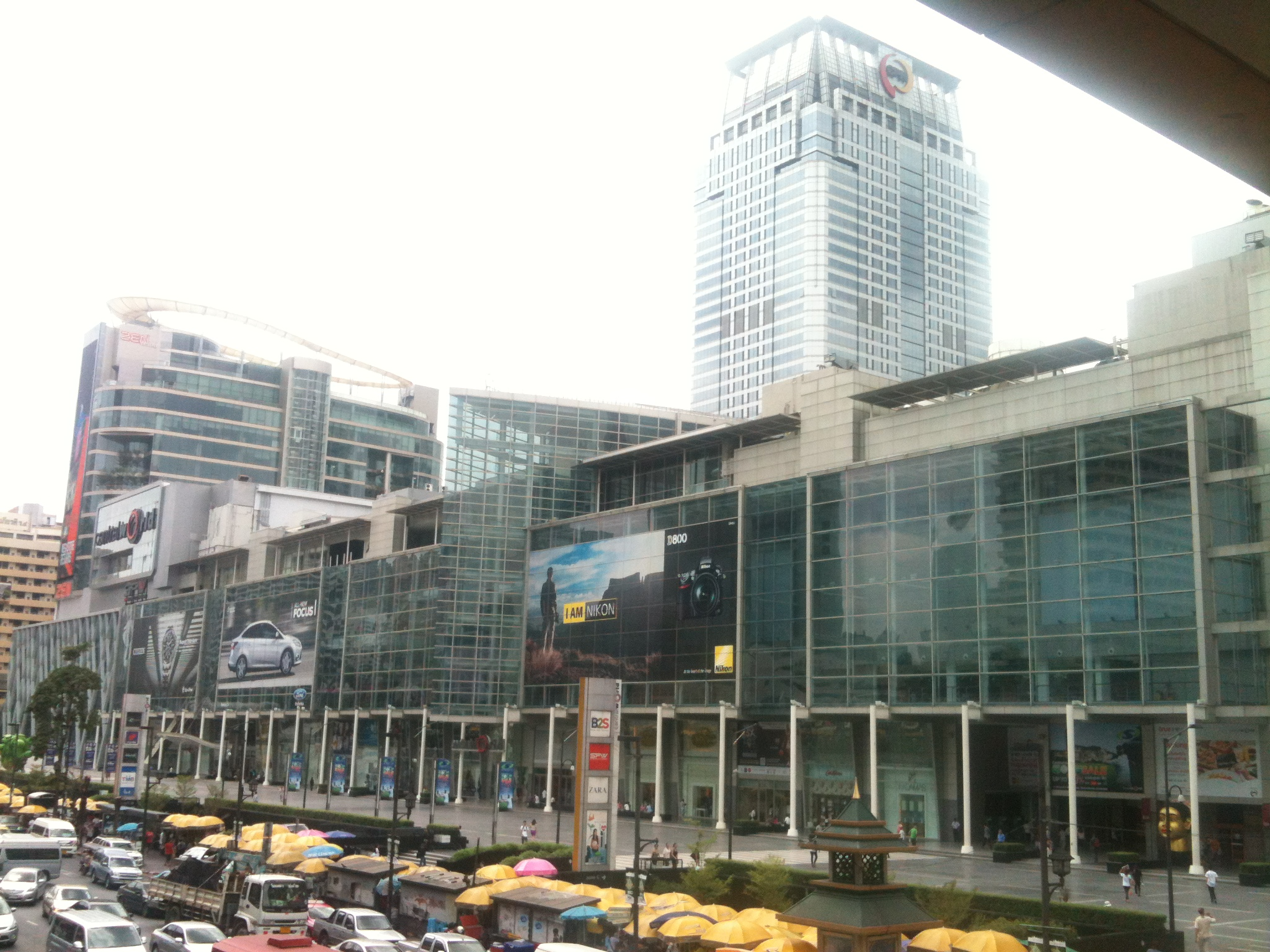
CentralWorld, Bangkok
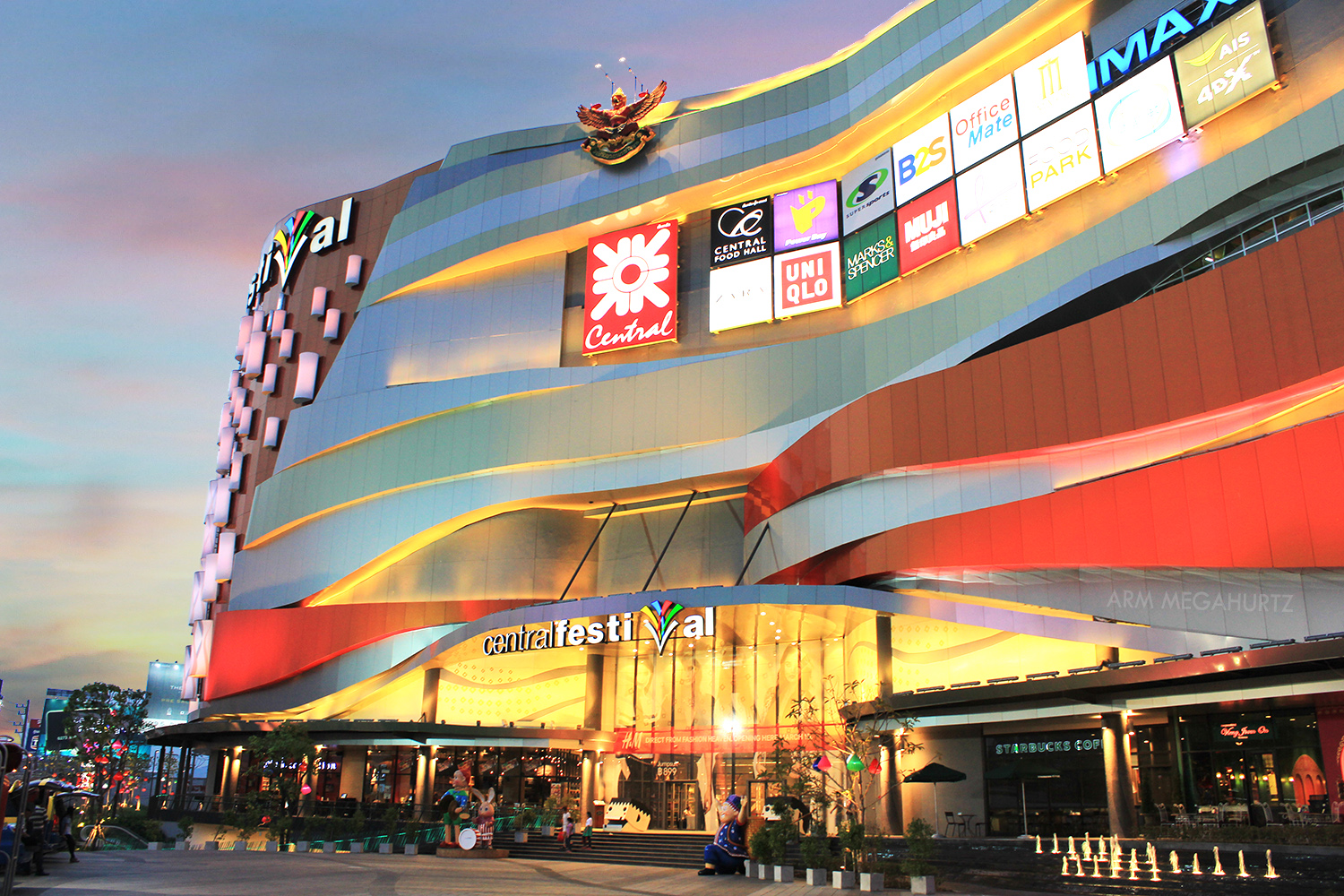
CentralFestival, Chiang Mai
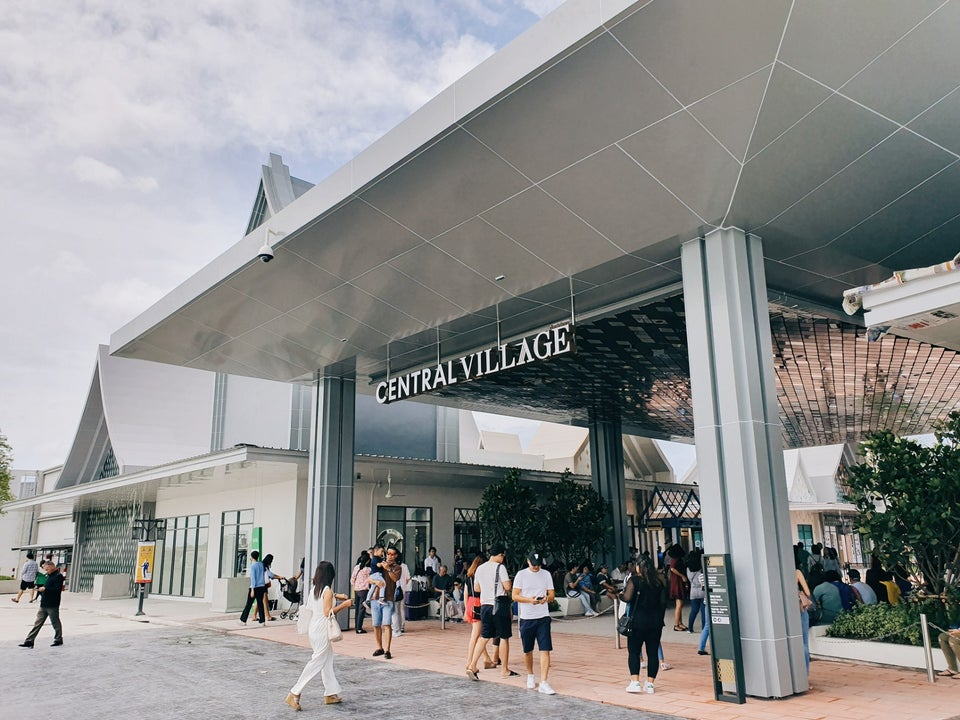
Central Village Luxury Outlet, Samut Prakan